# Maurizio Iannelli
Maurizio Iannelli (Roma, 20 dicembre 1952) è un regista e terrorista italiano.

## Biografia
Maurizio Iannelli è regista. È un terrorista brigatista, mai pentito e mai dissociato, che nasce a Roma nel 1952. Nel periodo 1978-1980 diventa uno degli esponenti della colonna romana delle Brigate Rosse. In quegli anni, partecipa ad alcune azioni terroristiche, che gli valgono la condanna a due ergastoli nei processi noti come Moro Bis e Moro Ter. Arrestato a 28 anni, il 22 novembre 1980, in via Tripoli a Roma, a seguito di un conflitto a fuoco mentre era con Pietro Vanzi, e trovato in possesso di un mitra con due caricatori, una pistola con il colpo in canna e numerose munizioni, si dichiara prigioniero politico. Non si è mai dissociato ne pentito dalla sua esperienza terroristica. Viene condannato in via definitiva a due ergastoli.
Nel 1987, con Renato Curcio, Piero Bertolazzi e Mario Moretti, sottoscrive la celebre lettera al quotidiano il manifesto nella quale era teorizzata la conclusione della lotta armata e si proponeva lo "sbocco politico e sociale al ciclo di lotte maturato negli anni settanta".  
Dopo aver conosciuto in carcere la transessuale Fernanda Farias De Albuquerque, scrive per lei e con lei il romanzo autobiografico Princesa (1994), fonte d'ispirazione dell'omonima canzone di Fabrizio De André, contenuta nell'album Anime salve. 
Dopo aver terminato la detenzione, Iannelli ha intrapreso un percorso professionale come documentarista, realizzando diversi documentari che hanno partecipato a molti festival cinematografici e hanno vinto dei premi.
Dal 1999 collabora con la Rai e altre emittenti televisive come autore e regista.
Nel 2001 è autore e regista con Michela Guberti del film-documentario intitolato "Un bel ferragosto" sulla fine dell'amore di una giovane coppia romana (spogliarellista lei, disoccupato lui), il documentario ha ricevuto un premio speciale al Torino Film Festival e il primo premio al Filmmaker Doc 6 Film Festival. Nel 2002 è stato selezionato al LAIFA (The Los Angeles Italian Film Awards).
Nel 2003 è autore, con Claudio Canepari, del documentario a puntate intitolato "Residence Bastoggi", una docufiction in otto puntate realizzata per Rai Tre sulla storia di una baby gang romana che viveva in un quartiere periferico di Roma.
Nel 2006 è autore della docu-fiction intitolata "Liberanti", dieci puntate realizzate nel carcere romano di Rebibbia e trasmesse da Fox Crime e Cult.
Nel 2008 è regista della serie documentaristica "Reparto Trans", dieci puntate realizzata per Cult sulla storia di alcuni transessuali detenuti nel carcere romano di Rebibbia.
Nel 2008 e nel 2009 è autore della serie "Città Criminali", docu-fiction in più episodi sulla lotta fra legalità e illegalità in alcune città italiane, la puntata dedicata a Taranto è premiata come miglior documentario al Roma Fiction Fest del 2008.
È co-autore e regista, con Matilde D'Errico e Romana Marrocco delle trasmissioni Amore Criminale e Sopravvissute in onda su Rai Tre. Negli anni precedenti ha collaborato come autore e regista anche alle trasmissioni di Rai Tre: Diario Italiano Geo&Geo, Storie Vere e Sfide.
Nel 2017 è co-autore e regista del documentario intitolato "Lettere a Don Milani", in onda su TV2000.
Nel 2005 è autore del documentario sul disagio mentale intitolato "Gino dove sta?", realizzato per la Provincia di Roma.
Nel 2004 è autore e regista del documentario in quattro puntate intitolato "Buon lavoro, Ladri" che racconta la band musicale de "I ladri di carrozzelle", in onda su Rai Tre.
Nel 2004 è autore e regista della docu-fiction in quattro puntate intitolata "Rebibbia G8" che racconta la storia di alcuni detenuti del braccio G8 del carcere romano di Rebibbia e la loro partecipazione a uno spettacolo teatrale; in onda su Rai Tre.
Nel 2004 è autore e regista della docu-fiction in quattro puntate intitolata "Hotel Helvetia", il racconto della vita di un albergo di Milano Marittima durante la stagione estiva, in onda su Rai Tre.
Negli anni ha realizzato  diversi documentari: "Amore al Pigneto" (sul quartiere romano del Pigneto); "Le spazzine di Firenze" (le storie di cinque donne che lavorano come netturbine a Firenze); "L'idroscalo un anno dopo" (il racconto di alcune storie ambientate nel territorio alla foce del Tevere); "La strada di Accattone" (il racconto degli abitanti di via Fanfulla da Lodi, il set del film di Pier Paolo Pasolini); "Io viaggio sul 13" (racconti su una linea storica di tram a Roma).
Dal 1998 al 2000 ha collaborato come autore e regista con la casa di produzione Duea Film di Pupi Avati per la realizzazione di filmati e trasmissioni televisive per TV2000.
È sposato con l'autrice Matilde D'Errico.

## Polemiche
Il 29 febbraio 2012, il senatore Domenico Gramazio presentò ai ministri della giustizia, dell'interno e dello sviluppo economico, un'interrogazione riferita a un articolo del quotidiano Libero nel quale si riportava una lista di nomi di appartenenti alle Brigate Rosse che avevano ritrovato collocazione nella vita pubblica. L'interrogazione chiedeva in particolare conto del fatto che Maurizio Iannelli, non essendosi mai pentito e dissociato dalla sua esperienza terroristica atta alla sovversione dello stato, avesse trovato impiego come collaboratore esterno presso la televisione pubblica Rai ricevendo denaro, tramite il canone, anche dalle vittime del terrorismo.

## Pubblicazioni
- Fernanda Farías de Albuquerque e Maurizio Iannelli, Princesa - Fernanda Farías de Albuquerque, Editrice Sensibili alle Foglie, 1994. ISBN 888632331X
  - Fernanda Farías de Albuquerque e Maurizio Jannelli, Princesa, Héliotropismes, Marseille, 2021, ISBN 979-10-97210-09-0
    - Fernanda Farías de Albuquerque e Maurizio Iannelli, Princesa, Ekdoseis Delphini, Atene, 1994, ISBN 960309160X
    - Fernanda Farías de Albuquerque e Maurizio Iannelli, A Princesa - Depoimentos de um travesti brasileiro a um líder das Brigadas Vermelhas, Editora Nova Fronteira, Rio de Janeiro, 1995. ISBN 8520906508
    - Fernanda Farías de Albuquerque e Maurizio Iannelli, Princesa - Ein Stricherleben, Rotbuch Verlag, Amburgo, 1996. ISBN 3880223726
    - Fernanda Farías de Albuquerque e Maurizio Iannelli, Princesa - Fernanda Farías de Albuquerque, Editorial Anagrama, Barcellona, 1996. ISBN 9788433923592